# هنري سبنسر أشبي
هنري سبنسر أشبي (21 أبريل 1834 - 29 يوليو 1900) كان جامع كتب وكاتبًا وببليوغرافيًا. وهو معروف بببليوغرافيا ضخمة وسرية مكونة من ثلاثة مجلدات من الأدب الجنسي المنشورة تحت اسم مستعار هو بيزانوس فراكسي.

## حياته
ولد أشبي في ساوثوورك في لندن، وهو ابن روبرت وفرانسيس أشبي (ولد باسم سبنسر). وأصبح الشريك الأول في فرع لندن لشركة تشارلز لافي وشركاؤه. وقد سافر كثيرًا خلال حياته، وزار أوروبا واليابان وسان فرانسيسكو، وتعاون مع المهندس المعماري ألكسندر غراهام في كتابه رحلات في تونس الذي نُشر عام 1887.
تزوج أشبي بإليزابيث لافي في عام 1862. وكانت إليزابيث (1841-1919) ابنة إدوارد أوتو تشارلز لافي، الذي أسس شركة هامبورغ في عام 1838. وورث شقيق إليزابيث تشارلز لافي (1842-1928) الشركة وأصبح سياسيًا في ألمانيا.
كان لدى عائلة أشبي ابن واحد هو تشارلز (المصمم تشارلز روبرت أشبي، مواليد 1863)، وثلاث بنات. وأصبحت حياته العائلية غير سعيدة مع تقدمه في السن. ومع الوقت بات أكثر تحفظًا، واتبعت عائلته الحركة التقدمية في ذلك العصر. «لقد أثار (التعليم الزائد) لبناته غضبه، كما أغضبته زوجته اليهودية المؤيدة لحق المرأة في التصويت، وابتعد عن ابنه الاشتراكي المثلي تشارلز». وانفصل هنري وإليزابيث في عام 1893. ودُفن هنري سبنسر أشبي في مقبرة كنسل غرين.

## جمعه للكتب
كان آشبي جامعًا متحمسًا للكتب، وربما كان لديه أكبر مجموعات الكتب في العالم لميغيل دي ثيربانتس والفن الماجن. وبسبب تأثره بصداقته مع الدبلوماسي البلجيكي جوزيف أوكتاف ديلبيير بدأ جمع أعماله الماجنة في عمليات شراء في أمستردام وبروكسل وباريس.
كان أشبي جزءًا من أخوية فكرية منحلة من السادة الإنجليز الذين ناقشوا الأمور الجنسية بانفتاح يتعارض مع الأعراف الفيكتورية. وضمت هذه الأخوية ريتشارد فرانسيس برتون وريتشارد مونكتون ميلنز وألغيرنون تشارلز سوينبورن وآخرين. كما جمع آلاف المجلدات من المواد الإباحية بعدة لغات. وكتب عن الجنس تحت الأسماء المستعارة «فراكسينوس» (رماد) و«أبيس» (نحلة) وكان يجمعهما أحيانًا باسم بيزانوس فراكسي.
تركت وصية أشبي مجموعة كتبه بأكملها للمتحف البريطاني، بشرط قبول الأعمال الماجنة بالإضافة إلى العناصر الأكثر تقليدية. ولأن أمناء المتحف أرادوا المواد المتعلقة بثربانتس، فقد قرروا قبول الوصية بأكملها ولكن مع بعض التردد. وسُمح للأمناء بإتلاف أي من الكتب إذا كان لديهم بالفعل نسخة مكررة، ولكن في الممارسة العملية ذهبوا إلى أبعد من ذلك بكثير ودمروا ستة صناديق «من المواد المسيئة التي ليس لها قيمة أو فائدة على الإطلاق» بما في ذلك الأعمال الفيكتورية الماجنة الرخيصة. وشكلت بقية الأعمال الماجنة جوهر القضية الخاصة التي ظلت مخفية عن القراء في المكتبة البريطانية لسنوات عديدة. وتتضمن عملًا لوليام سيمبسون بوتر.

## كتاباته
أشهر أعمال آشبي كانت ببليوغرافياته الثلاثة للأعمال الماجنة:
- فهرس ليبرورم بروهيبتوروم: ملاحظات السيرة الذاتية – بيبليو – أيكونو – الرسومية والنقدية، عن الكتب الغريبة وغير المألوفة، بقلم بيزانوس فراكسي. لندن، طبعت بشكل خاص، 1877. (الاسم مستعار من قائمة الكنيسة الكاثوليكية للكتب المحظورة، «دليل الكتب المحرمة»، طبعت نسخة طبق الأصل عام 1960 من قبل شركة تشارلز سكيلتون المحدودة، لندن، «تقتصر على 395 نسخة» (ص 543). في النسخة المطابقة على الأقل تكتب صفحة العنوان «Index Librorum Prohibitoru» [دون حرف «m» الأخير]. (كان تشارلز سكيلتون ناشر سلسلة القصص المدرسية بيلي بونتر.)
- شنتوريا ليبروروم أبسكونديتوروم: ملاحظات السيرة الذاتية – بيبليو – أيكونو – الرسومية والنقدية، عن الكتب الغريبة وغير المألوفة. لندن، طبعت بشكل خاص، 1879، متوفرة. ترجمة: مئة كتاب ينبغي إخفاؤها.
- كاتينا ليبروروم تاتشيندروم: ملاحظات السيرة الذاتية – بيبليو – أيكونو – الرسومية والنقدية، عن الكتب الغريبة وغير المألوفة.. لندن، طبعت بشكل خاص، 1885، متوفرة. الترجمة: كتب أخرى لا ينبغي ذكرها.
جرى ترتيب الفهرس أبجديًا حسب العنوان، وشنتوريا وكاتينا رُتبا حسب الموضوع. وألحق أشبي ملخصات للأعمال المدرجة، مع اقتباسات ليبرالية. وتجدر الإشارة بشكل خاص إلى الصفحات الثلاثمئة من «شنتوريا» المخصصة للمواد الماجنة المناهضة للكاثوليكية. وفي البداية جرى طباعة 250 نسخة فقط من كل مجلد.
يُشتبه في أن أشبي هو «والتر» مؤلف كتاب حياتي السرية، وهو مذكرات جنسية مطولة لرجل فيكتوري.

## إرثه
كان أشبي موضوعًا لسيرة ذاتية كتبها إيان غيبسون عام 2001 بعنوان المهووس جنسيًا.
وتعتبر الشخصية المبنية عليه أساسية في رواية سارة ووترز فينغرسميث (2002) الحائزة على جائزة: رجل يجمع ويفهرس المواد الإباحية بشكل مهووس ويعمل حول الحياة الجنسية البشرية، في جو من النفاق الفيكتوري القمعي.
أشبي هو رقم 1 في قائمة مجلة تايم آوت «أفضل 30 كتابًا وقحًا في لندن. نشعر أن المؤلفين قد ساهموا كثيرًا في فهمنا لعلم النفس الجنسي المعقد في المدينة».